# Чемпионат Европы по волейболу среди женщин 1995
19-й чемпионат Европы по волейболу среди женщин прошёл с 23 сентября по 1 октября 1995 года в двух городах Нидерландов (Арнеме и Гронингене) с участием 12 национальных сборных команд. Чемпионский титул впервые в своей истории выиграла сборная Нидерландов.

## Команды-участницы
Нидерланды — страна-организатор;
Россия, Чехия, Украина, Италия, Германия, Хорватия, Беларусь — по итогам чемпионата Европы 1993 года;
Болгария, Латвия, Турция, Польша — по итогам квалификации.

## Система проведения чемпионата
12 финалистов чемпионата Европы на предварительном этапе были разбиты на две группы. По две лучшие команды из групп стали участниками плей-офф за 1—4-е места. Итоговые 5—8-е места также по системе плей-офф разыграли команды, занявшие в группах 3—4-е места.

## Города
Соревнования прошли в двух городах Нидерландов — Арнеме и Гронингене.
- Арнем.

В Арнеме прошли матчи группы «B» предварительного этапа и плей-офф чемпионата.
- Гронинген.

В Гронингене прошли матчи группы «А» предварительного этапа чемпионата.

## Предварительный этап

### Группа А
Гронинген
| М | Команда  | 1   | 2   | 3   | 4   | 5   | 6   | И | В | П | С/П   | О  |
| - | -------- | --- | --- | --- | --- | --- | --- | - | - | - | ----- | -- |
| 1 | Россия   |     | 3:0 | 3:0 | 3:0 | 3:0 | 3:0 | 5 | 5 | 0 | 15:0  | 10 |
| 2 | Германия | 0:3 |     | 3:1 | 3:1 | 3:0 | 3:0 | 5 | 4 | 1 | 12:5  | 9  |
| 3 | Украина  | 0:3 | 1:3 |     | 3:1 | 3:2 | 3:1 | 5 | 3 | 2 | 10:10 | 8  |
| 4 | Беларусь | 0:3 | 1:3 | 1:3 |     | 3:1 | 3:0 | 5 | 2 | 3 | 8:10  | 7  |
| 5 | Польша   | 0:3 | 0:3 | 2:3 | 1:3 |     | 3:1 | 5 | 1 | 4 | 6:13  | 6  |
| 6 | Латвия   | 0:3 | 0:3 | 1:3 | 0:3 | 1:3 |     | 5 | 0 | 5 | 2:15  | 5  |

23 сентября: Германия — Украина 3:1 (15:6, 14:16, 15:8, 15:10); Беларусь — Польша 3:1 (15:6, 15:8, 12:15, 15:12); Россия — Латвия 3:0 (15:5, 15:4, 15:1).
24 сентября: Германия — Беларусь 3:1 (12:15, 15:11, 15:6, 15:4); Украина — Латвия 3:1 (15:9, 15:3, 14:16, 15:5); Россия — Польша 3:0 (15:12, 15:7, 15:10).
25 сентября: Украина — Беларусь 3:1 (15:8, 6:15, 15:9, 15:6); Россия — Германия 3:0 (15:5, 15:4, 15:5); Польша — Латвия 3:1 (15:8, 15:9, 4:15, 16:14).
27 сентября: Россия — Беларусь 3:0 (15:12, 15:7, 15:12); Германия — Латвия 3:0 (15:9, 15:1, 15:2); Украина — Польша 3:2 (15:10, 11:15, 12:15, 15:12, 15:8).
28 сентября: Беларусь — Латвия 3:0 (15:5, 15:13, 15:6); Германия — Польша 3:1 (15:13, 15:7, 8:15, 15:12); Россия — Украина 3:0 (17:15, 15:12, 15:10).

### Группа В
Арнем
| М | Команда    | 1   | 2   | 3   | 4   | 5   | 6   | И | В | П | С/П  | О  |
| - | ---------- | --- | --- | --- | --- | --- | --- | - | - | - | ---- | -- |
| 1 | Хорватия   |     | 3:2 | 3:1 | 3:1 | 3:0 | 3:0 | 5 | 5 | 0 | 15:4 | 10 |
| 2 | Нидерланды | 2:3 |     | 3:1 | 3:0 | 3:0 | 3:0 | 5 | 4 | 1 | 14:4 | 9  |
| 3 | Болгария   | 1:3 | 1:3 |     | 3:1 | 3:0 | 3:0 | 5 | 3 | 2 | 11:7 | 8  |
| 4 | Италия     | 1:3 | 0:3 | 1:3 |     | 3:1 | 3:0 | 5 | 2 | 3 | 8:10 | 7  |
| 5 | Чехия      | 0:3 | 0:3 | 0:3 | 1:3 |     | 3:2 | 5 | 1 | 4 | 4:14 | 6  |
| 6 | Турция     | 0:3 | 0:3 | 0:3 | 0:3 | 2:3 |     | 5 | 0 | 5 | 2:15 | 5  |

23 сентября: Нидерланды — Болгария 3:1 (15:9, 15:9, 8:15, 15:10); Италия — Чехия 3:1 (9:15, 15:8, 17:15, 15:6); Хорватия — Турция 3:0 (15:10, 15:6, 15:10).
24 сентября: Нидерланды — Италия 3:0 (15:10, 15:3, 15:5); Хорватия — Болгария 3:1 (15:9, 15:8, 12:15, 15:11); Чехия — Турция 3:2 (15:7, 9:15, 11:15, 15:2, 21:19).
25 сентября: Болгария — Италия 3:1 (15:6, 15:4, 11:15, 15:12); Хорватия — Чехия 3:0 (15:11, 15:5, 15:10); Нидерланды — Турция 3:0 (15:11, 15:7, 15:12).
27 сентября: Болгария — Чехия 3:0 (15:13, 15:3, 15:4); Италия — Турция 3:0 (15:10, 15:12, 15:7); Хорватия — Нидерланды 3:2 (12:15, 15:11, 15:11, 12:15, 15:11).
28 сентября: Болгария — Турция 3:0 (15:13, 15:10, 15:3); Хорватия — Италия 3:1 (15:6, 12:15, 15:8, 15:7); Нидерланды — Чехия 3:0 (15:7, 15:4, 15:13).

## Плей-офф
Арнем

### Полуфинал за 1—4 места
30 сентября
Нидерланды — Россия 3:1 (15:7, 15:7, 12:15, 15:7)
Хорватия — Германия 3:0 (15:7, 15:3, 15:2)

### Полуфинал за 5—8 места
30 сентября
Италия — Украина 3:1 (15:9, 8:15, 15:8, 15:13)
Болгария — Беларусь 3:0 (15:11, 15:7, 15:13)

### Матч за 7-е место
1 октября
Украина — Беларусь 3:0 (16:14, 15:10, 15:8)

### Матч за 5-е место
1 октября
Болгария — Италия 3:2 (10:15, 15:9, 15:5, 4:15, 15:8)

### Матч за 3-е место
1 октября
Россия — Германия 3:0 (15:6, 15:2, 15:10)

### Финал
1 октября
Нидерланды — Хорватия 3:0 (15:7, 15:13, 15:2)

## Итоги

### Положение команд
| Нидерланды  | 7. Украина    |
| Хорватия    | 8. Беларусь   |
| Россия      | 9—10. Польша  |
| 4. Германия | 9—10. Чехия   |
| 5. Болгария | 11—12. Турция |
| 6. Италия   | 11—12. Латвия |

### Призёры
Нидерланды: Синта Бурсма, Эрна Бринкман, Марьолейн де Йонг, Йоланда Элсхоф, Ритте Фледдерус, Йерин Флёрке, Петра Грунланд, Маррит Ленстра, Эллес Леферинк, Ирена Маховчак, Ингрид Виссер, Хенриэтте Версинг. Главный тренер — Берт Гудкоп.
  Хорватия: Ирина Кириллова, Елена Чебукина, Барбара Елич, Славица Кузманич, Снежана Мийич, Ванеса Срсен-Кумар, Гордана Юркан, Наташа Осмокрович, Душица Калаба, Желька Йовичич, Мирьяна Рибичич, Татьяна Андрич. Главный тренер — Ивица Елич.
  Россия: Валентина Огиенко, Евгения Артамонова, Елена Батухтина, Татьяна Грачёва, Наталья Морозова, Татьяна Меньшова, Елизавета Тищенко, Юлия Тимонова, Инесса Емельянова, Мария Лихтенштейн, Елена Година, Александра Сорокина. Главный тренер — Николай Карполь.

### Индивидуальные призы
MVP:  Эллес Леферинк
Лучшая нападающая:  Барбара Елич
Лучшая блокирующая:  Йерин Флёрке
Лучшая на подаче:  Барбара Елич
Лучшая на приёме:  Синта Бурсма
Лучшая в защите:  Марьолейн де Йонг
Лучшая связующая:  Ирина Кириллова